# Стоян Шехинов
Стоян Димитров Шехинов е български общественик, участник в борбата за българска църковна независимост в Източна Македония.

## Биография
Стоян Шехинов е роден през 1795 година във Воденско. Прогонен от властите, той се заселва се в Неврокоп. С изключителната си честност и трудолюбие, бързо спечелва доверието и уважението на гражданите. Замогва се и става собственик на хан. През 1853 година е избран за надзирател и касиер на строежа на новото градско училище. Шехинов активно участва в борбите за църковно-национална независимост на българите в Неврокопско и е един от местните лидери на движението. Дълги години е неизменен член на Неврокопската българска община и местното училищно настоятелство. През 1862 година предоставя дома си за нуждите на първото българско училище в Неврокоп. Той е един от основателите и пръв председател на създаденото през 1865 година неврокопско читалище „Зора“, което подпомага финансово. Закупува книги и учебни пособия за училището и читалищната библиотека. През декември 1869 година участва в Народния събор в Гайтаниново, на който се отхвърля върховенството на Цариградската патриаршия. Заради дейността си е преследван е от гръцкото духовенство и многократно арестуван от османските власти и разкарван из затворите в Неврокоп, Сяр и Драма.
Стоян Шехинов умира в Неврокоп през есента на 1885 година. Противниците му в нощта след погребението разравят гроба му и кощунстват с тленните му останки.
Дъщеря му Мария Златарева е просветна деятелка.